# سهول الحرية
سهول الحرية(بالإنجليزية: Freeglader)هي رواية من أدب الخيال الموجَّهة للأطفال كتبها بول ستيوارت وكريس ريدل ونُشرت لأول مرة في عام2004. تمثل الرواية الجزء السابع من سلسلة ذا إيدج كوانتشرز والجزء الثالث من ثلاثية روك ساغا. ضمن التسلسل الزمني لأحداث السلسلة تعتبر الرواية التاسعة حيث تأتي بعد رواية كوينت.

## مُلخص القصة
تبدأ أحداث رواية سهول الحرية في عاصمة الحافة المعروفة باسم أندرتاون، وهي مدينة تواجه دماراً تدريجياً بفعل عاصفة مظلمة تسبب في إطلاقها فوكس فيرليكس. أمام هذا الخطر الداهم، يضطر سكان المدينة إلى الهجرة الجماعية هرباً إلى حياة جديدة في منطقة شاسعة وجميلة تُعرف باسم سهول الحرية، وهي مكان يقوم على العدالة والمساواة. يتزعم رُوك باركووتر رحلة الهجرة، بطل الرواية، إلى جانب مجموعة من المثقفين المنشقين عن النظام المعروفين باسم فرسان المكتبة.
خلال الرحلة، يتعرض رُوك لعاصفة قرب غابات الشفق، ما يؤدي إلى فقدانه للذاكرة. وعند وصول قافلة المهاجرين إلى الغابات العميقة، تتعرض لهجوم مُباغت من أسراب الشرايكس القتالية التي فَقَست حديثاً. ويتم إنقاذهم بفضل التدخل في اللحظة المناسبة من فرسان سهول الحرية، إلى جانب قيام زانث بقتل أم العش.
في الوقت ذاته، يصل أمبيرفيوس إلى سهول المصانع ويعرض على شريكه مخططات لأسلحة ضخمة تُدعى مفترسات السهول، وهي أسلحة من تصميم فوكس فيرليكس. يبدأ الاثنان، بمساعدة تحالف قبائل العفاريت، التحضير لهجوم على سهول الحرية.
يستعيد رُوك ذاكرته ويلتحق بصفوف فرسان سهول الحرية، بينما ينضم زانث، بعد تبرئة اسمه، إلى فرسان المكتبة. تسود المنطقة فترة من السلام تدوم عدة أشهر قبل أن يبدأ الهجوم. تقوم مفترسات السهول، بدعم من جيوش قبائل العفاريت، بتدمير معظم أجزاء سهول الحرية قبل أن يتم القضاء عليها.
يدافع القراصنة الجويون، وفرسان المكتبة، وفرسان سهول الحرية، وأشباح مدينة سكريتاون بشجاعة، إلا أن أعدادهم كانت أقل من أعداد العدو. حتى وصول مخلوقات البانديبير لم ينجح في تغيير مجرى المعركة. وفي اللحظات الأخيرة، يثور عدد كبير من العفاريت المسالمة ويقضون على زعمائهم، مما يؤدي إلى إنهاء الحرب. يبدأ الجميع بعد ذلك في إعادة بناء سهول الحرية.

## الشخصيات الرئيسية
زانث فيلاتين
ماغدا بورليكس
فيليكس لود
فينبرس لود
فاريس لود

## الاستقبال النقدي
أشادت كارولين فيلان، التي كتبت لمجلة بوكليست، بخاتمة الرواية ووصفتها بأنها نهاية جيدة للسلسلة، ورأت أن المعجبين لن يرغبوا في تفويتها. اعتبرت كاثلين إيزاكس الرواية نهاية موفقة للسلسلة، وأثنت على عالمها الخيالي المعقد والمبني بإتقان.